# Godefroid Munongo
Godefroid Munongo Mwenda M’Siri, né le 20 novembre 1925 à Bunkeya et mort le 28 mai 1992 à Kinshasa, est l'un des leaders de la sécession katangaise qui plongea la République démocratique du Congo dans la guerre civile.

## Biographie

### Enfance et études
Munongo est descendant du roi Msiri, le commerçant Nyamwezi fondateur de l’État de Garenganze au XIXe siècle; son oncle, qui assurait son éducation, le garda à la cour royale afin qu'il apprenne les traditions Yeke.
En 1936, il alla à l'école primaire de Bunkeya et continua à l'école Saint-Boniface à Elisabethville avant de finir ses humanités à la mission catholique de Kapiri. Ceci fait, de 1947 à 1949, il étudia la philosophie au séminaire de Baudouinville.
En 1954 il étudia l'administration publique à l'Université de Lovanium.

### Emplois
Après avoir obtenu son diplôme, Munongo entra dans la fonction publique et occupa des postes au Katanga ; il fut ainsi greffier au tribunal d'Elisabethville et président de l'Office des pensions pour les indigènes.

### Carrière politique

#### Katanga et Congo belge
Parallèlement à ses activités de fonctionnaire, Munongo s'engaga en politique afin de demander pour le Katanga plus d'autonomie et plus de contrôle sur ses richesses minières. Avec Tschombé, il fonda la CONAKAT mais dut en abandonner la présidence, qui était incompatible avec son statut de fonctionnaire.
Il devint membre du Conseil exécutif sous le gouverneur du Katanga avant d’être élu député provincial d'Elisabethville.

#### État du Katanga
En 1960, c'est le deuxième homme de la CONAKAT, au côté de Moïse Tshombe. Il est l'un des principaux responsables, avec Tshombe, de l'assassinat de Patrice Lumumba, le premier ministre du Congo. Il avait affirmé : « Ce sera Lumumba ou moi. S'il me tombe entre les mains, je le tuerai. »
Cependant, après l'assassinat de Lumumba, il affirma, à un journaliste sceptique à propos de la these officielle avancée par le gouvernement sécessionniste : « On nous accusera de l’avoir fait tuer. Prouvez-le. »
Il a été président par intérim du Katanga indépendant du 26 avril au 22 juin 1961 avant de devenir ministre de l'intérieur jusqu’à la fin, et est à l’origine du nettoyage ethnique de 1960 à 1962 au nord du Katanga contre les Baluba.

#### Retour au sein du Congo
Il fut ministre de l’Intérieur et des travaux publics de 1964 à 1965 sous Tschombé puis président de la province du Katanga oriental du 20 juillet 1965 au 24 avril 1966 et, à la suite de la fusion du Katanga oriental avec le Lualaba, gouverneur de la province du Sud-Katanga jusqu’au 5 novembre 1966. Il est remplacé par Massiala Kinkela Kulu Kangala et détenu par Mobutu à Boula Bumba jusqu'au 30 aout 1968.

#### Sous Mobutu
Munongo redevint un haut fonctionnaire, travaillant dans des domaines tels que les transports et le raffinage pétrolier. Parallèlement, le 12 septembre 1976, à la suite de son frère, il devint le 5e successeur au trône de Nsiri. 
Il est le père de Dominique Munongo.

#### Conférence nationale
En tant que chef traditionnel important, il fut invité à participer à la Conférence nationale souveraine en 1990. Après avoir été attaqué au sujet de la mort de Lumumba, il annonça qu'il ferait des révélations à ce sujet le 28 mai 1992 à 17 h mais il meurt d'une attaque cardiaque à 12 h 30.